# Brian Stepanek
Brian Patrick Stepanek (Cleveland, 6 febbraio 1971) è un comico e attore statunitense.

## Carriera
Stepanek è noto per il suo ruolo di Arwin nella sitcom di Disney Channel Zack e Cody al Grand Hotel. È apparso nel film del 2005 The Island.
Stepanek ha fatto altre voci fuori campo nei film Lemony Snicket - Una serie di sfortunati eventi, Kim Possible, La tela di Carlotta e La gang del bosco. Ha doppiato Roger in Father of the Pride. È apparso nelle sit-com Le cose che amo di te e Malcolm. È stato co-conduttore per i primi giochi Disney Channel. Stepanek ha interpretato il famoso criminale di Batman, The Riddler, in uno degli spot di Batman OnStar. Stepanek interpreta anche il direttore della banca nel film Beverly Hills Chihuahua 2.
Nel 2008 ha doppiato Martin nel film Bolt. Era un poliziotto non accreditato in Friday After Next. Ha il suo ruolo di prima voce in The Secret Saturdays come agente Epsilon. Brian fa la voce a Kick, Brad e il padre di Brianna, Harold Buttowski , nella serie animata Disney XD Kick Buttowski.
Stepanek ha recitato in una serie di cortometraggi, in onda su Disney Channel, chiamata Brian O'Brian, che era una serie slapstick girata a Milano. Ha recitato nel film originale di Disney Channel Pete il galletto come Coach Mackay e Mostly Ghostly come Phears. Ha ripreso il ruolo di Arwin per tre episodi di Zack e Cody sul ponte di comando. Ha fatto un'apparizione nella stagione 9, episodio 19 di Due uomini e mezzo. Stepanek ha recitato in Professor Young come professore universitario di Adam, il dottor Fenway.
Tra il 2014 e il 2018, Stepanek ha interpretato Tom Harper nella serie televisiva della Nickelodeon Nicky, Ricky, Dicky & Dawn, il padre dei quattro protagonisti citati nel titolo. Nel 2015, è apparso nel film d'animazione Home esprimendo diversi ruoli, tra cui il Gorg Commander.

## Vita privata
Stepanek è nato e cresciuto a Cleveland, nell'Ohio; dal 1985 al 1989, ha frequentato l'Accademia Gilmour e ha frequentato l'Università di Syracuse. Dal 2002 si è sposato con Parisa e insieme hanno tre figli.

## Filmografia

### Cinema
- Formula per un delitto (Murder by Numbers), regia di Barbet Schroeder (2002)
- Lemony Snicket - Una serie di sfortunati eventi (Lemony Snicket's A Series of Unfortunate Events), regia di Brad Silberling (2004)
- The Island, regia di Michael Bay (2005)
- La tela di Carlotta (Charlotte's Web), regia di Gary Winick (2006)
- Transformers (film), regia di Michael Bay (2007)
- Beverly Hills Chihuahua 2, regia di Alex Zamm (2011)
- Pain & Gain - Muscoli e denaro (Pain & Gain), regia di Michael Bay (2013)
- Dark Skies - Oscure presenze (Dark Skies), regia di Scott Stewart (2014)
- La guerra dei papà (Jingle All the Way 2), regia di Alex Zamm (2014)
- LBJ, regia di Rob Reiner (2016)
- Green Book, regia di Peter Farrelly (2018)
- Daphne & Velma - Il mistero della Ridge Valley High (Daphne & Velma), regia di Suzi Yoonessi (2018)

### Televisione
- CSI: Miami - serie TV, episodio 3×17 (2005)
- Zack e Cody al Grand Hotel - serie TV, 17+ episodi (2005-2008)
- Disney Channel Games - programma TV, sé stesso (2006-2008)
- Arwin! - serie TV (2007)
- Brian O'Brian - serie TV, 12 episodi (2008)
- Mostly Ghostly - Fantasmagoriche avventure - Film TV (2008)
- Zack e Cody sul ponte di comando - serie TV, 3 episodi (2008)
- Pete il galletto (Hatching Pete), regia di Stuart Gillard - film TV (2009)
- Mr. Young - serie TV (2011)
- Due uomini e mezzo (Two and a Half Men) - serie TV (2011)
- Jessie - serie TV, 1 episodio (2014)
- I fantasmi di casa Hathaway - serie TV, 1 episodio (2014)
- Mixels - serie animata, 22 episodi (2014) - voce
- Nicky, Ricky, Dicky & Dawn - serie TV, 82 episodi (2014-2018)
- Young Sheldon - serie TV, (2017-2024)
- NCIS - Unità anticrimine (NCIS) - serie TV, episodio 18x01 (2020)
- Natale a casa dei Loud - film TV (2021)
- La vera casa dei Loud (2022-)
- La vera spaventosa casa dei Loud film TV (2023)

### Doppiatore
- Lynn Loud Sr. in A casa dei Loud, A casa dei Loud: Il film, I Casagrande e Natale a casa dei Loud
- Mathter in Kim Possible
- Harold in Kick Chiapposky - Aspirante stuntman
- Dodo in I pinguini di Madagascar
- Agente Epsilon in The Secret Saturdays
- Mr. McGillicuddy in Phineas e Ferb
- Magnifo in Mixels

## Doppiatori italiani
Nelle versioni in italiano delle opere in cui ha recitato, Brian Stepanek è stato doppiato da:
- Luca Dal Fabbro in Zack e Cody al Grand Hotel, Zack e Cody sul ponte di comando, Disney Channel Games
- Franco Mannella in Pete il galletto, Beverly Hills Chihuahua 2, Nicky, Ricky, Dicky & Dawn
- Roberto Certomà in Young Sheldon, Daphne & Velma - Il mistero della Ridge Valley High
- Riccardo Rossi in The Island
- Enrico Pallini in The Middle
- Fabrizio Temperini in Due uomini e mezzo (ep. 9x19)
- Oreste Baldini in Due uomini e mezzo (ep. 11x08)
- Guido Di Naccio in Major Crimes
- Giorgio Locuratolo in Pain & Gain - Muscoli e denaro
- Luca Biagini in Green Book

Da doppiatore è sostituito da:
- Luca Ghignone in A casa dei loud, A casa dei loud: il film, I Casagrande, Natale a casa dei loud
- Paolo De Santis in Kim Possible
- Mino Caprio in Rayman
- Wladimiro Grana in La gang del bosco
- Oliviero Dinelli in Kick Chiapposky - Aspirante stuntman